# Éleu-dit-Leauwette
Éleu-dit-Leauwette is een gemeente in het Franse departement Pas-de-Calais (regio Hauts-de-France). De plaats maakt deel uit van het arrondissement Lens. De plaats heeft een uitgebreid spoorwegemplacement voor goederentreinen en een station. Éleu-dit-Leauwette telde op 1 januari 2022 2.815 inwoners.

## Geografie
De oppervlakte van Éleu-dit-Leauwette bedroeg op 1 januari 2022 1,17 vierkante kilometer; de bevolkingsdichtheid was toen 2.406 inwoners per km².

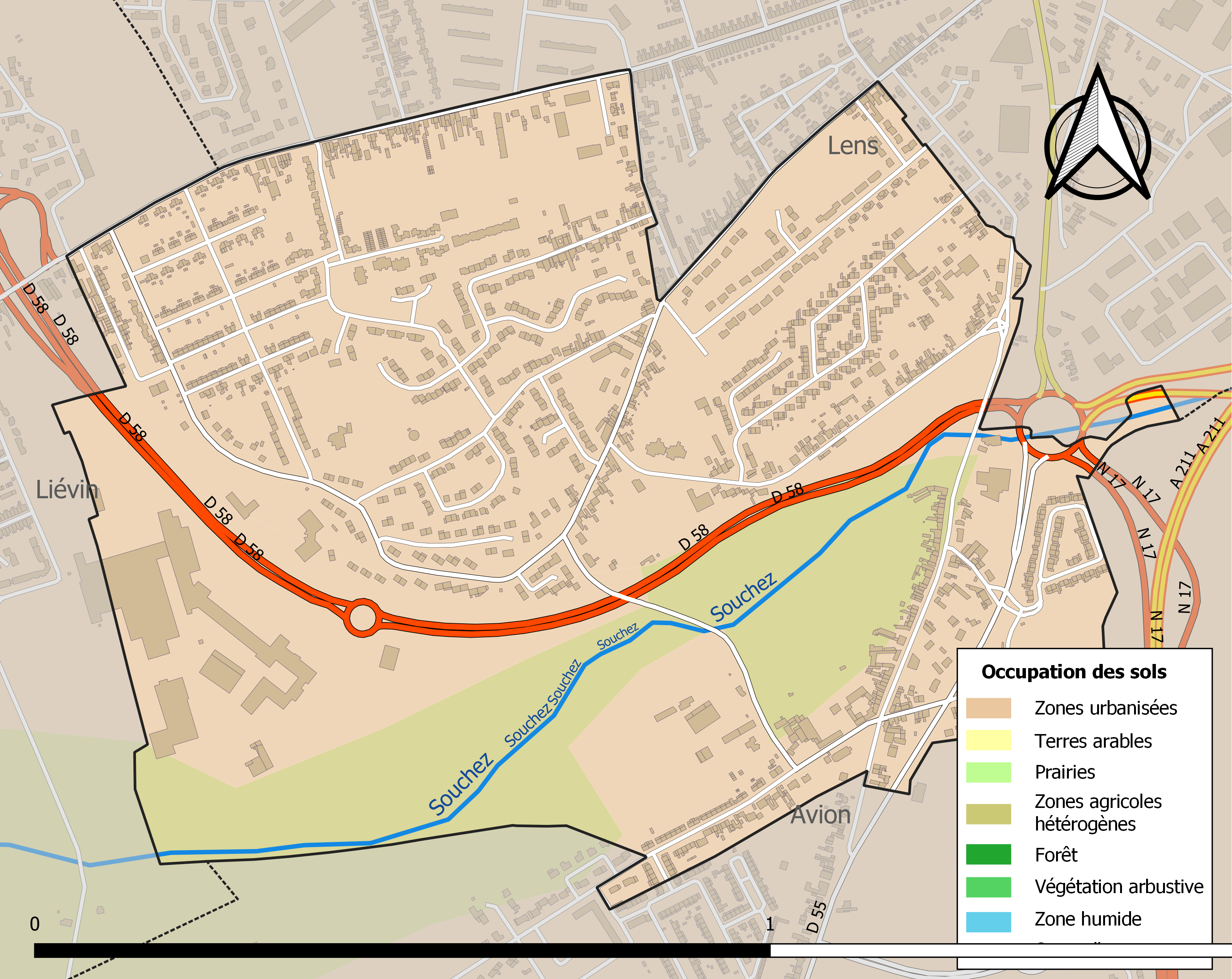
Kaart van de gemeente met belangrijkste infrastructuur, bodemgebruik en omliggende gemeenten

## Demografie
Onderstaande figuur toont het verloop van het inwonertal (bron: INSEE-tellingen).